# Thomas Ford (màrtir)
Thomas Ford (Devonshire, segle xvi – Londres, 28 de maig del 1582) fou un sacerdot, un dels 85 «màrtirs d'Anglaterra i Gal·les» per a l'Església catòlica, executat durant el regnat d'Elisabet I d'Anglaterra.

## Biografia
Es titulà en Arts (Magister Artium) al Trinity College (Oxford), el 14 de juliol de 1567 i es diu que fou professor, sinó president, d'aquella universitat. El 1570 va anar a l'English College de Douai (un seminari catòlic a l'exili per la reimposició del protestantisme a Anglaterra), i fou un dels tres primers estudiants a titular-s'hi. Va rebre els ordes el març de 1573 a Brussel·les. El 1576 s'hi graduà (Bachelor of Divinity).
Poc després de titular-se tornà a Anglaterra (2 de maig del 1576), i s'establí al Berkshire. Esdevingué el capellà de James Braybrooke a Sutton Courtenay i, posteriorment, de Francis Yate i les monges brigidines que Yate acollia a Lyford Grange.
Arrestat juntament amb el futur sant Edmund Campion el 17 de juliol de 1581, acusats de cometre un atemptat, foren detinguts i torturats repetidament a la Torre de Londres. Fou portat davant del Queen's Bench el 16 de novembre, amb el seu company de martiri el beat John Shert amb el fictici càrrec de formar part de la conspiració Roma-Reims, llocs on no havia estat mai, i en unes dates en les quals era a Anglaterra, i ambdós foren condemnats a mort el 21 de novembre. Amb ells també fou decapitat Robert Johnson. Els tres foren beatificats l'any 1889.